# لوك ستيوارت (لاعب دوري الرغبي)
لوك ستيوارت (بالإنجليزية: Luke Stuart)‏ هو لاعب دوري الرغبي أسترالي، ولد في 24 فبراير 1977 في سيدني في أستراليا.